# Providence
Providence je hlavní a nejlidnatější město amerického státu Rhode Island a jedno z nejdříve založených měst Spojených států. Je to zároveň třetí největší město v Nové Anglii. Leží na řece Providence.

## Historie
Město bylo založeno v roce 1636 Rogerem Williamsem, anglickým teologem. Postupně se stalo známé pro svůj šperkovní průmysl. 

### 21. století
Dnes v Providence sídlí osm nemocnic a sedm institucí vyššího učení. Přesto téměř 30 % obyvatel žije pod hranicí chudoby.
Providence zabírá plochu 53,2 km², z toho je 47,8 km² pevnina a 5,3 km² (10 %) voda.

## Demografie
Podle sčítání lidu z roku 2010 zde žilo 178 042 obyvatel. Podle sčítání lidu v roce 2000 ve městě sídlilo 173 618 obyvatel, 62 389 domácností a 35 859 rodin. Hustota zalidnění byla 3 629,4 obyvatel/km².

### Rasové složení
- 49,8% Bílí Američané
- 16,0% Afroameričané
- 1,4% Američtí indiáni
- 6,4% Asijští Američané
- 0,1% Pacifičtí ostrované
- 19,8% Jiná rasa
- 6,5% Dvě nebo více ras

Obyvatelé hispánského nebo latinskoamerického původu, bez ohledu na rasu, tvořili 38,1% populace.

## Osobnosti města
- Richard Aldrich (1863–1937), hudební kritik
- Howard Phillips Lovecraft (1890–1937), básník, spisovatel, esejista, amatérský žurnalista a autodidakt
- Clara Thompsonová (1893–1958), psychoanalytička
- Aaron Siskind (1903–1991), abstraktní expresionistický fotograf
- Galway Kinnell (1927–2014), básník, překladatel, editor a prozaik
- Frank Caprio (* 1936), soudce
- Jill Craybasová (* 1974), tenistka
- Josh Schwartz (* 1976), scenárista a televizní producent

## Partnerská města
- Florencie, Itálie
- Phnompenh, Kambodža
- Riga, Lotyšsko
- Santo Domingo, Dominikánská republika